# Brouwerij Cluysenaer
Brouwerij Cluysenaer, ook bekend als Brouwerij Johan Van Hoecke, is een kleinschalige Belgische bierfirma, opgericht in 2002 en gelegen in de Oost-Vlaamse plaats Kluizen, deelgemeente van de gemeente Evergem.
De huidige bedrijfsleiders zijn Johan Van Hoecke en Chris Van Hijfte.
Het productieproces vindt plaats in De Proefbrouwerij (Andelot) in Hijfte, een dorp in de gemeente Lochristi.

## Bieren
Onderstaande bieren worden gebrouwen in opdracht van deze brouwerij :
- Cluysenaer - 7%
- Cluysenaer Cuvée noir - 8%